# ノバスコシア美術デザイン大学
ナスカド大学（ナスカドだいがく、NSCAD University）は、1887年に創立されたカナダノバスコシア州ハリファクスにあるアートとデザインの公立大学である。一般にはナスカド（NSCAD）、またはノバスコシア・カレッジ・オブ・アート・アンド・デザイン（Nova Scotia College of Art and Design）として知られている。

## 概観
1887年にアンナ・レオノウェンズによって創立された美術大学である。学生数は学部生約950人、大学院生約30人、のべ980人が学ぶカナダ東海岸では最大の美術大学。校訓は「Head, Heart, and Hand」（「思考、情熱　そして　手」）。

### 評価
100年前の印刷機から最新の3Dプリンターまで新旧の設備を有し大学教授陣から小規模クラスならではの質の高い教育が受けられる。

### 校訓・目的
Head, Heart, and Hand
（「思考、情熱　そして　手」）。

### 学風および特色
女子学生の割合が74%を占めカナダで二番目に女子学生の比率が高い大学になっている、それもあってかフェミニストが多い。(2013年時点)

## 歴史

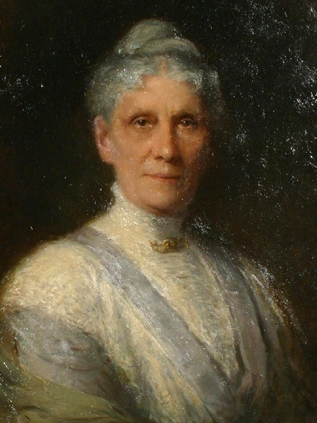
アンナ・レオノウェンズ
ナスカド大学創設者

カナダの三大美術大学の中の一つでカナダ東海岸最大の都市ハリファクスにある。通称ナスカド大学。創設者はミュージカル『王様と私』のモデルとなったイギリス人教師アンナ・レオノウェンズ。125年以上の歴史を持つカナダで最も古い大学の一つ。また The Association of Independent Colleges of Art and Design  (AICAD) の一員でもある。地元の小さな美術学校として歴史を刻んできたが、1970年代最先端のコンセプチュアル・アートのリーダーとして飛躍の時を迎え、現代芸術作家達を輩出した。グループ・オブ・セブン (カナダ)の一人アーサー・リズマーも大学の初期に学長を数年間務めた。また、1972年にアンディ・ウォーホルに名誉学士を授与した翌年にはアートインアメリカ誌にて北米で最も優れた美術大学であると評価され最先端のアートスクールとして黄金期を迎えた。1980年代初頭にはソニックユース (Sonic Youth) が来校し講義とコンサートをNSCADのカフェテリアで行った。その後、工芸やデザイン分野に力を入れ世界的にも知られるようになり、近年は広告、プロダクトデザインなどの商業分野や映像などメディアアーツへの拡大を進めている。しかし、ポートキャンパス購入後の学校の経営状態が逼迫し財政面に不安が出た為、ダルハウジー大学に吸収合併される話が出ていた。2012年に学長代理にダニエル・オブライエンを迎え、オブライエン学長代理の元、大学の構造改革に取り組んだ。その結果、ハリファクス市内の他大学との提携強化や地元の名士,篤志家などの協力もあり少しずつではあるが財政を再建しつつある。2014年秋よりオブライエン学長代理に代わりダイアン・ギアリングが新たな学長に就任した。ギアリング学長はアートとデザインに精通、カナダ、アメリカ、イギリスなどでの学校運営の経験も豊富であり彼女の手腕が期待されている。
2015年6月、大学は16人の大学職員の解雇を決定した。彼らは学生の大学生活を円滑に進めるために必要な職員だったが、大学運営側は州のサポートも削減される昨今の財政面の危機によりこの決断を行った。大学は学生生活の質よりも大学の運営維持を取った形の苦渋の決断になった。

## 施設

### キャンパス

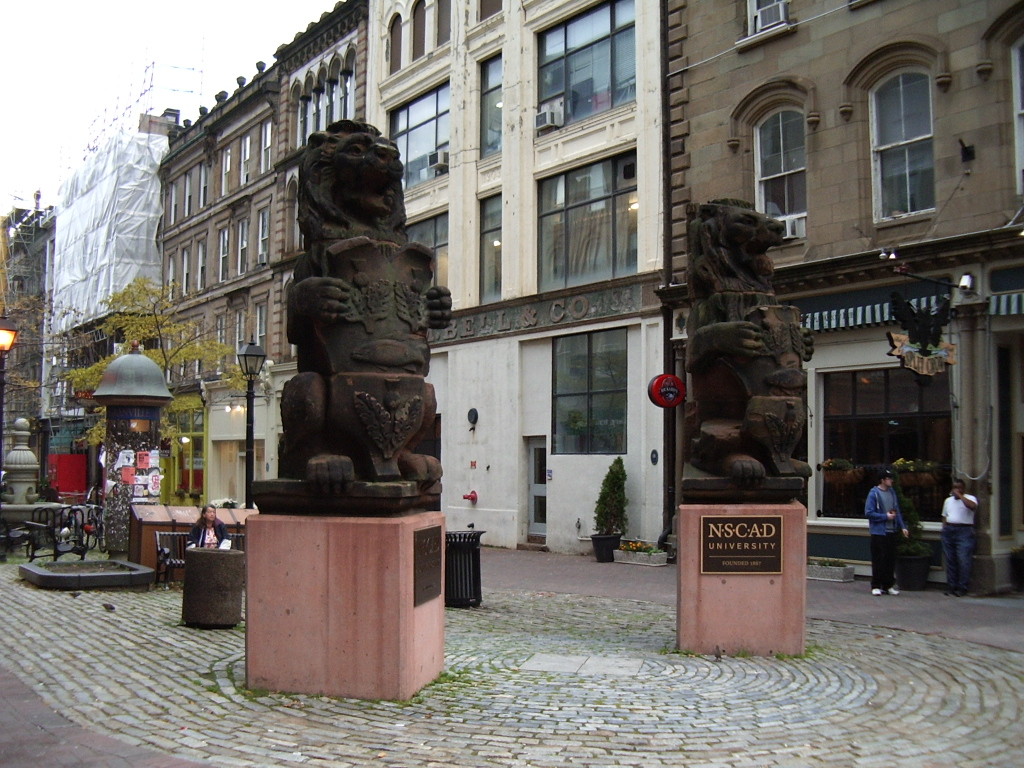
ファウンテン（旧グランビルキャンパス正門）（グランビルモール内

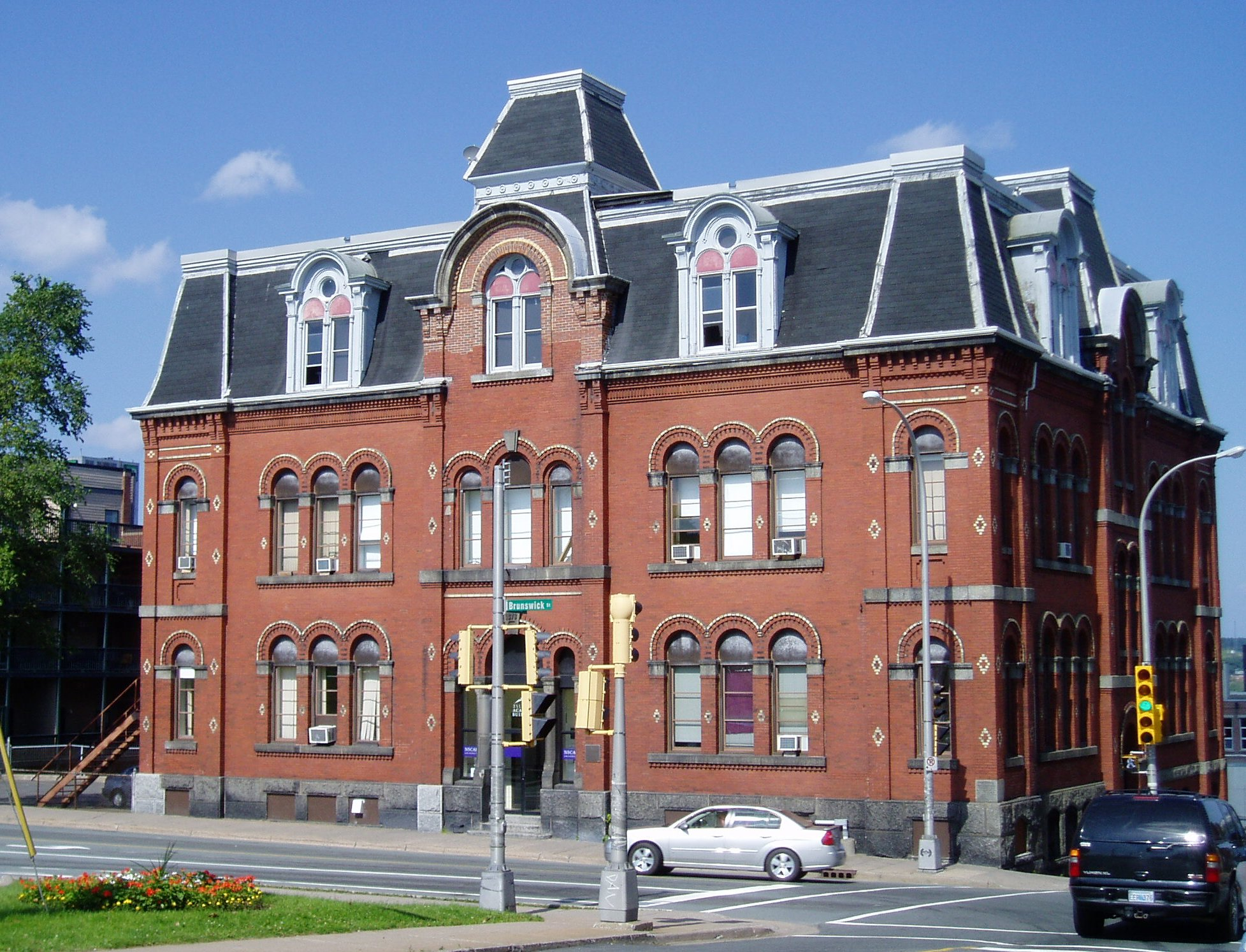
アライアンス・アトランティス・アカデミー外観

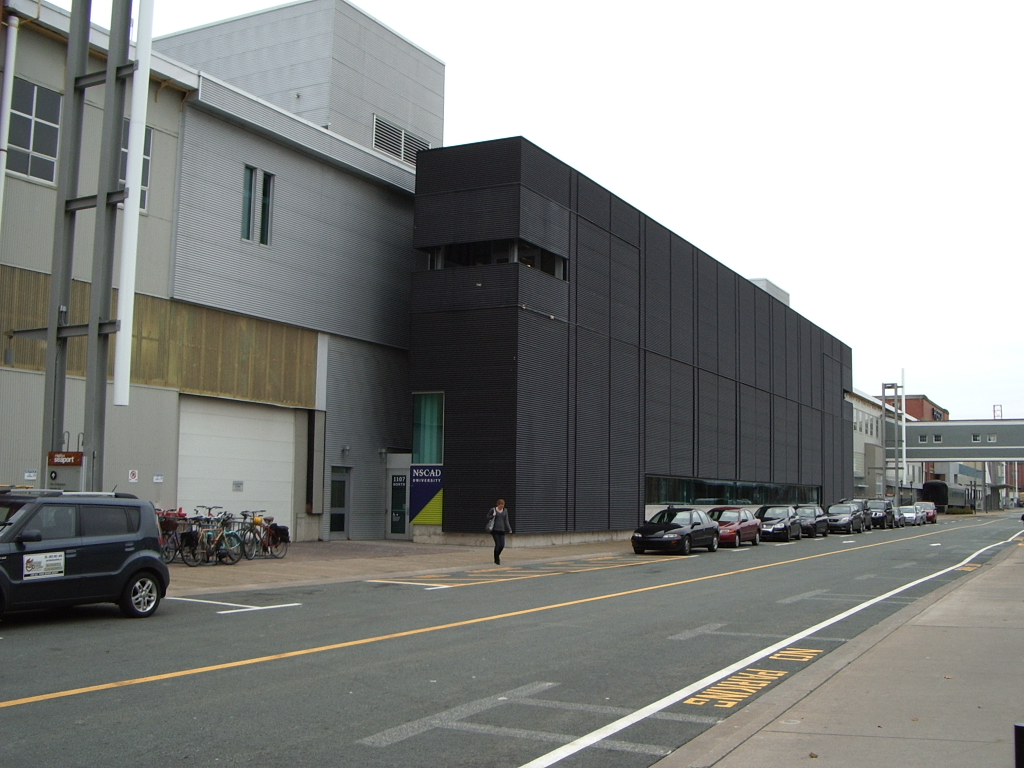
ポートキャンパス校舎

ハリファックス市街に3つのキャンパスがある。どのキャンパスもハリファクス市街にあり、塀で囲われているのではなく町と調和して存在している。3つのキャンパス共、アクセスカードを使用することで24時間いつでも使用できるようになっていて、学期末には作品の制作に生徒が泊まり込みで作業を行うこともよくある。現在は海に面したポートキャンパスと歴史ある建築を校舎に使用しているグランビルキャンパス、そしてアライアンス・アトランティス・アカデミーの3つの校舎で授業を行っている。
ファウンテン（(Fountain Campus) 旧グランビル (Granville)）
ナスカド大学のメインキャンパスである。ある意味、歴史を感じさせる建築で本部・諸学部のほか、購買部、図書館、学生会、などがある。一般教養科目はこの校舎で授業を受ける。1階には授業で必要な用具がほとんど揃う購買部がある。図書館は4階建てで3階には一脚だけマルセル・ブロイヤーのワシリー・チェアが鎮座している。ハリファックスの市街地内の北東にあり、すぐ傍にシタデルと呼ばれる星形の要塞がある。通学にはバスが往来しているほか、徒歩でポートキャンパスまで25分程度の距離である。なお2014年に名称が地元の篤志家の寄付によりその名を冠しグランビルからファウンテンに変更になった。
アライアンス・アトランティス・アカデミー (Alliance Atlantis Academy)
映画およびメディアアートプログラムの為の校舎。ブランスウィック通りおよびサックビル通りに面し、広さ約280平方メートルのサウンドステージを備える。2003年にカナダの映像メディア企業 Alliance Atlantisから寄贈された。
ポート (Port)
基礎過程、陶芸、木工などがある広々とした真新しい校舎である。グランビルキャンパスからはローアーウオーター通りを東南にVIA駅方面に行くと駅傍にある。海に面している。

### ギャラリー
アンナ・レオノウェンズギャラリー(Anna Leonowens Gallery)
ファウンテンキャンパス内のギャラリー。滞在アーティストや生徒の作品を展示。
ポートロギアギャラリー (Port Loggia Gallery)
ポートキャンパス内のギャラリー。生徒の作品を展示。
シードギャラリー （2014年閉鎖）
生徒や卒業生が作成したアート作品やクラフトなどを販売していた。

## NSCAD大学出版
NSCAD大学出版は1972年に学内に設立された出版部である。1972年から1987年までに26タイトルを出版した。2002年に再開されて現在に至る。
- NSCAD大学出版(NSCAD Press)

## 教育研究組織

### 学部・学科
- 美術
- 工芸
- テキスタイルとファッション
- 宝飾デザイン
- デザイン
- メディアアーツ
- 美術史

### 大学院
- 修士課程
  - 美術専攻
  - デザイン専攻
    - Facebook
    - 修士学生作品

## 学生新聞
NSCADの学生が発行している新聞
- Crit 学生新聞

## 卒業記念 NSCADリング

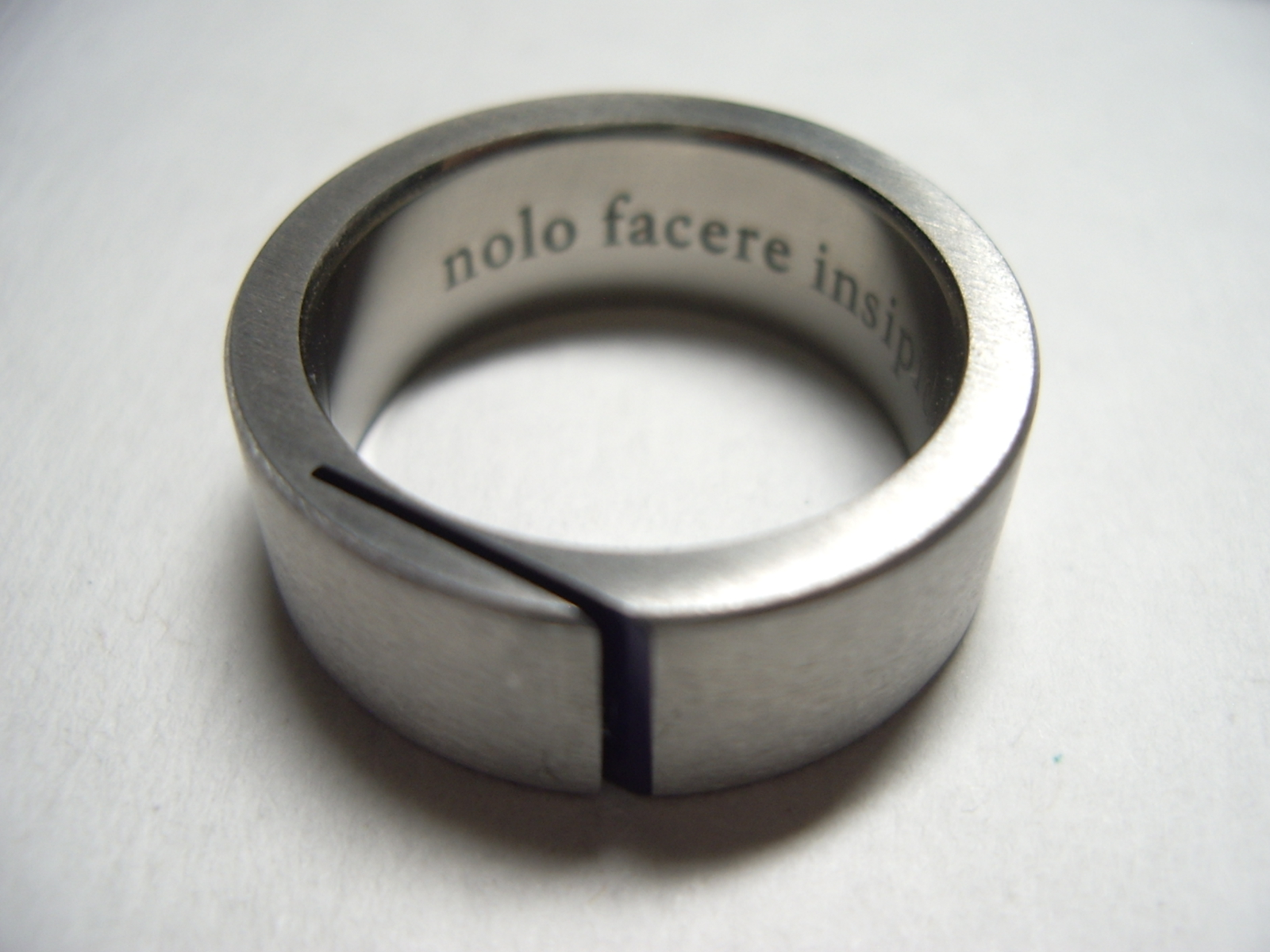
NSCAD卒業リング

1997年度卒業生のカレン・コンズクによってデザインされたステンレス製で、NSCAD大学のスクールカラーの紫をパウダーコートによって装飾した卒業リング。内側には公式ではないが大学の名前とモットーの一つである“私は決して退屈な芸術作品は創作しない。”とラテン語で刻み込まれている。
- 卒業記念リング

## NSCAD同窓会
卒業生の同窓会組織として創立された。卒業後は少ないながら卒業生だけの保険やローンの割引制度、図書館利用許可や就職斡旋などの特典が受けられる。
- 同窓会
- Linkedin

## 著名な卒業生

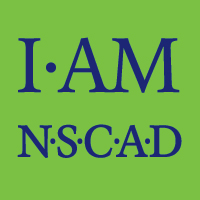
I AM NSCAD Logo.

- ビッキー・アレクサンダー（英語版） - 芸術家
- トーマス・ベザンソン（英語版） - 陶芸家
- イアン・クリフォード - ZENN Motor Company 社長
- カスパー・ケーニッヒ - キュレーター
- シエリー・デルバ - 彫刻家
- ターニャ・タガク・ギリス - 歌手、シンガーソングライター
- ロニー・グラハム（英語版） - 写真家
- ジェン・グラント（英語版） - 歌手、シンガーソングライター
- ヘドウィック・ゴルスキ（英語版） - 陶芸家
- エープリル・ゴーニック（英語版） - 画家
- ジェームス・ゴス - 画家
- クリストファー・マンソン（英語版） - 児童絵本作家／イラストレーター
- リサ・ムーア（英語版） - 作家
- ジュリア・リバード（英語版） - スポーツ選手／デザイナー/SheepDogIncの社長
- ウィリアム・ジェームス・ローエ（英語版） - スクーナー船「ブルーノーズ」号のデザイナー
- サラ・マクラクラン - 歌手、シンガーソングライター
- ジョン・カース（英語版） - 映画監督、アニメーター。　『紙ひこうき』（Paperman）手書きとCGの特徴を生かした方法で制作された作品で第85回アカデミー賞短編アニメ賞にノミネートされた。

## 対外関係

### 他大学との提携
日本の大学では、京都市立芸術大学と提携し、交換留学生が学んでいる。
- 京都市立芸術大学
- ロードアイランド・スクール・オブ・デザイン
- オスロ国立芸術大学（英語）
- エコール・デ・ボザール
- リートフェルト・アカデミー（英語）
- クーパー・ユニオン
- プラット・インスティテュート
- アートセンター・カレッジ・オブ・デザイン